# Thestor fedtschenkoi
Thestor fedtschenkoi är en fjärilsart som beskrevs av Nicolas Grigorevich Erschoff 1874. Thestor fedtschenkoi ingår i släktet Thestor och familjen juvelvingar. Inga underarter finns listade i Catalogue of Life.